# Melissodes lustra
Melissodes lustra är en biart som beskrevs av Laberge 1961. Melissodes lustra ingår i släktet Melissodes och familjen långtungebin. Inga underarter finns listade i Catalogue of Life.